# Phanerotoma pellucida
Phanerotoma pellucida är en stekelart som beskrevs av Herbert Zettel 1990. Phanerotoma pellucida ingår i släktet Phanerotoma och familjen bracksteklar. Inga underarter finns listade i Catalogue of Life.